# دونالد ویلس داگلاس
دونالد ویلس داگلاس (به انگلیسی: Donald Wills Douglas) (زاده ۶ آوریل ۱۸۹۲ - درگذشته ۱ فوریه ۱۹۸۲) کارآفرین، صنعتگر و مهندس هواگرد آمریکایی بود، که در سال ۱۹۲۱ شرکت هواپیماسازی داگلاس را راه‌اندازی کرد. این شرکت در سال ۱۹۶۷ با مک‌دانل ادغام شد و مک‌دانل داگلاس را پدید آورد.